# Elecciones estatales de Renania del Norte-Westfalia de 1950

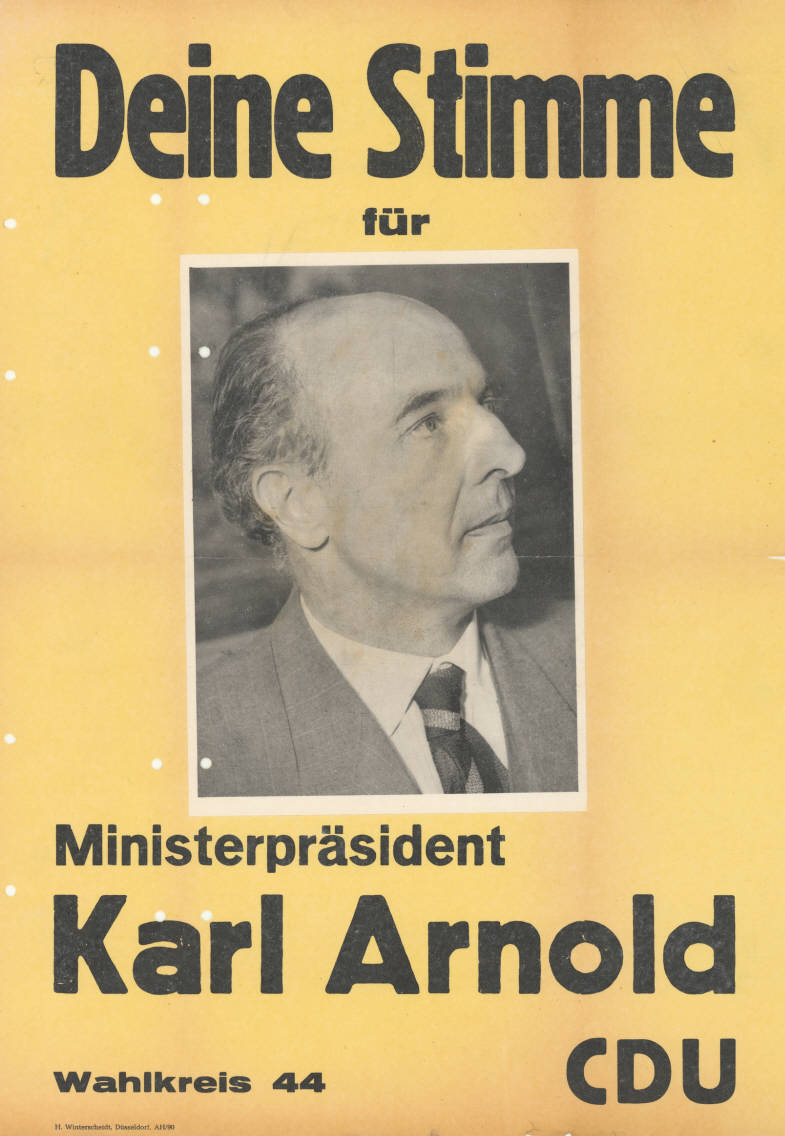
Afiche de campaña de Karl Arnold

Las segundas elecciones estatales en Renania del Norte-Westfalia tuvieron lugar el 18 de junio de 1950.

## Antecedentes
Durante 1947, Karl Arnold había intentado formar un gobierno de todos los partidos, pero en el FDP  no participó en el gobierno al no obtener representación parlamentaria. Así que se formó un gobierno de la CDU, el SPD, el KPD y el Zentrum. Los dos ministros del Partido Comunista Heinz Renner y Hugo Paul, fueron despedidos el 5 de abril de 1948 después de que se negaran a distanciarse de las políticas de su facción. 

## Desarrollo y consecuencias
Además de las elecciones parlamentarias, los ciudadanos votaron también por una constitución estatal. La base de este referéndum fue un proyecto de constitución de la CDU y el Zentrum, que fue aprobado por una mayoría de 110 votos entre el 5 y el 6 de junio de 1950 por el parlamento. 
Tras las elecciones, Karl Arnold fue reelegido como primer ministro el 27 de julio de 1950. Puesto que no había un acuerdo de coalición, Arnold nombró el 1 de agosto, un gabinete provisional compuesto únicamente por ministros de la CDU. El 15 de septiembre, después de que la coalición CDU/Zentrum se acordara, el gobierno nombró a cinco ministros adicionales, dos del Partido de Centro y tres Ministros de la CDU. Esta coalición contaba con una ajustada mayoría, ya que contaba con solo 3 escaños más.
La campaña electoral estuvo dominada por la constitución del estado. La CDU y el Zentrum promovieron la adopción de la Constitución, el SPD, el KPD y el FDP estaban en contra. La CDU no postuló candidatos en doce circunscripciones. De esto, el FDP pudo beneficiarse en cinco circunscripciones, las cuales ganó. El Zentrum no pudo ganar ningún distrito electoral.

## Resultado del referéndum
| Opción | Votos     |
| ------ | --------- |
| Si     | 3.627.054 |
| No     | 2.240.674 |
| Nulos  | 496.555   |

El 8 de julio de 1950, el gobierno militar británico aprobó la Constitución. Así, esta entró en vigor el 11 de julio de 1950.

## Resultados de la elección parlamentaria
Los resultados fueron:
| Partido | Partido        | Votos   | %     | Candidatos | Mand. directos | Escaños |
| ------- | -------------- | ------- | ----- | ---------- | -------------- | ------- |
|         | CDU            | 2286644 | 36,87 | 138        | 93             | 93      |
|         | SPD            | 2005312 | 32,34 | 150        | 52             | 68      |
|         | FDP            | 748926  | 12,08 | 132        | 5              | 26      |
|         | Zentrum        | 466497  | 7,52  | 149        |                | 16      |
|         | KPD            | 338862  | 5,46  | 150        |                | 12      |
|         | RSF            | 122878  | 1,98  | 87         |                |         |
|         | DRP            | 107104  | 1,73  | 87         |                |         |
|         | DP             | 106351  | 1,72  | 131        |                |         |
|         | SRP            | 11359   | 0,18  | 3          |                |         |
|         | CSAB           | 107     | 0,00  | 1          |                |         |
|         | Independientes | 7077    | 0,11  | 5          |                |         |
| Total   | Total          | 6201117 |       | 1033       | 150            | 215     |

La CDU recibió 15 escaños excedentarios (Überhangmandate), por lo que el número total de escaños se incrementó de 200 a 215.